# Bán Aladár
Bán Aladár (Várpalota, 1871. november 3. – Budapest, 1960. szeptember 24.) magyar költő, műfordító, irodalomtörténész, folklorista. Eredeti neve Bánvárth Károly Mór volt, melyet 1889 júliusától Bán Aladárra magyarosított.

## Élete
Apai ősei német gazdasági szakemberek voltak, több nemzedéken át a várpalotai uradalom inspektorai, számtartói. Alig töltötte be a tizedik évét, amikor apja fiatalon meghalt. Édesanyja szűkös anyagi körülmények között nevelte három testvérével együtt. Az elemi iskola elvégzése után csak saját szorgalmára és tehetségére támaszkodva végezhette tanulmányait.
Középiskoláit Veszprémben a piaristáknál kezdte, Pápán a református kollégiumban folytatta és Székesfehérvárott fejezte be. Ciszterci szerzetesnek készült, de kilépett a rendből. Már diákkorában verselgetett, első sikerét Pápán aratta, ahol 1887-ben elnyerte a kollégium legjobb poétája számára kiírt díjat.
1896-ban a Budapesti Tudományegyetemen tanári oklevelet és bölcsészdoktori diplomát szerzett. Az egyetem elvégzése után négy évig Temesvárott, 1900-1932 között Budapesten gimnáziumi tanár volt.
A tanári pálya mellett részt vett az irodalmi, a tudományos életben és a közéletben is. Előbb tagja, majd titkára és főtitkára volt a Néprajzi Társaságnak. 1920-ban intenzíven bekapcsolódott a Turáni Társaság tevékenységébe. A társaság alelnöke és Finn-Észt Intézetének vezetője volt. 1921-1936 közötti időszakban szerkesztette a Turán című folyóiratot. Kezdeményezője, szervezője és társelnöke volt az ún. finnugor kultúrkongresszusoknak. Tevékenységének eredményeként öt ilyen kongresszus került lebonyolításra (Helsinki, Tallinn, Budapest, Helsinki, Tallinn).
Bán Aladár pályája előrehaladtával egyre több megtisztelő cím birtokába jutott: A Szent István Akadémia, a Petőfi Társaság rendes tagja, a Néprajzi Társaság, az Irodalomtörténeti Társaság választmányi tagja, a nemzetközi Federation of Folklore Fellows magyarországi titkára, a Finn Irodalmi Társaság, a Kalevala Társaság, az Észt Irodalmi Társaság levelező tagja. Több magas finn és észt kitüntetést is kapott. Magyarországon elnyerte a kormányfőtanácsosi címet. Tagja volt a lengyel–magyar kapcsolatok ápolását célul tűző Magyar Mickiewicz Társaságnak is.
Életének jelentős napjait jelentik a rokon finn és észt néphez tett utazásai. 1903-tól kezdve 12 alkalommal járt a finneknél és az észteknél. Életében 1951-ben szomorú esemény következett be, rákerült a Budapestről kitelepítendők listájára, nyugdíját megvonták, kitelepítették. Később Győrbe költözött. Ekkor már életének kilencedik évtizedében járt.
Az első tudományos finnugor kongresszus alkalmából méltó formában s méltó körülmények között megjelent élete legkedvesebb műve az észt eposz, a Kalevipoeg általa készített fordítása, s meghívást kapott a kongresszus díszelnökségébe. A sors különös kegyéből eszmélete utolsó percei egyikében még kézbe vehette a művet, de a díszelnökségben már csak lélekben lehetett ott. A halál éppen az I. Nemzetközi Finnugor Kongresszus utolsó napján, életének 89. évében 1960. szeptember 24-én rekesztette be életét.

## Művei

### Verseskötetei
- Egyedül. (regény) - Bp., 1898.
- Áhítat szárnyán (Versek). – Bp., 1900.
- Felhők és sugarak (Versek). – Bp., 1911
- Urali dalok (Versek). – Bp., 1939.

### Jelentős művei és fordításai
- Kanteletar (A finn népköltészet gyöngyszemei). – Bp., 1902.
- A magyarok eredete. Bevezetésül a magyar irodalomtörténeti oktatáshoz. – Pozsony, Bp., 1903.
- Balassi Bálint élete és költészete. – Pozsony, 1903.
- Képek a finn nép életéből. – Bp., 1905.
- Az ezer tó országából. Finn elbeszélések. – Bp., 1906.
- A finnugor népek pogány istentisztelete. – Bp., 1908.
- A sámánizmus fogalma és jelenségei (Tanulmány). – (Ethnographia, 1908.) új kiadás: Hermit Könyvkiadó Bt., 2021[5]
- Krohn, Gyula. A finnugor népek pogány istentisztelete (fordítás és kiegészítés, 1908.) REAL-EOD
- A finn–magyar és a szamojéd népek irodalma és népköltése. – Bp., 1911.
- Finn költőkből. (Versfordítások). – Bp., 1912.
- A Toldi-monda alaprétege (Tanulmány). – (Ethnographia, 1917.)
- Kallas, Aino: Töviskoszorú. – Bp., 1923.
- A finn nemzeti irodalom története. – Bp., 1926.
- Kalevipoeg (Az észtek nemzeti eposza). – Bp., 1929 és 1960.
- Az észt költészet virágai. – Bp., 1940.